# جيرالدين ليمور
جيرالدين ليمور (بالفرنسية: Géraldine Le Meur)‏ (1972-) وهي مُبتكرة وَسَيدة أعمال تنفيذية، أَسست جيرالدين في عام 2004 شَركة أسمتها (LeWeb)، وقد كان زوجها السابق لويك ليمور شريكاً لَها.
حالياً جيرالدين هي أُم لثلاثة أولاد في سِن المُراهقة، وَتعيش في سان فرانسيسكو.